# Jorge Manzano Vargas
Jorge Manzano Vargas (Puebla, 5 de septiembre de 1930 - Guadalajara, 21 de septiembre de 2013) fue un sacerdote jesuita y académico mexicano, especializado en la filosofía de Platón, Nietzsche, Kierkegaard y Hegel, siendo considerado un referente de la filosofía en el occidente del país.

## Biografía
Jorge Manzano  nació en la ciudad de Puebla el 5 de septiembre de 1930. Estudió la licenciatura en ingeniería química en la Universidad Nacional Autónoma de México, después ingresó a la Orden Jesuita. Tras su ordenación sacerdotal, como sacerdote jesuita, realizó su doctorado en filosofía en la Universidad Gregoriana de Roma.
Su actividad docente comenzó cuando tenía 21 años. Cuando aún era novicio jesuita se le encomendó la tarea de enseñar filosofía a los nuevos estudiantes en el Instituto Libre de Filosofía. A los 38 años, viajó a Alemania Oriental, Francia y, finalmente, a Dinamarca; a este último país viajó para aprender el idioma danés y leer a Kierkegaard en su idioma original, pero una vez establecido en esta ciudad, el obispo le pidió atender a los refugiados políticos latinoamericanos que llegaron a dicho país huyendo de las dictaduras sudamericanas. Durante esta estancia en Copenhague también acompañó a varios colectivos de homosexuales, prostitutas, entre otros sectores desfavorecidos. Manzano relata esta experiencia en su libro Al rasgarse el arco iris.
A su regreso a México, se desempeñó como docente en el Instituto Tecnológico y de Estudios Superiores de Occidente (ITESO), institución a la cual estuvo ligado por cuatro décadas y en la que se desempeñó como maestro tanto de la licenciatura en Filosofía como del doctorado en Filosofía de la Educación. En 1992, en esta misma institución, fundó la revista filosófica Xipe Totek. En 1996 se convirtió en investigador del Departamento de Filosofía de la Universidad de Guadalajara.
El 11 de diciembre de 2012 recibió el Premio Jalisco al mérito humanístico. El 7 de mayo de 2013 le fue otorgado el doctorado honoris causa del Sistema Universitario Jesuita (SUJ) por su labor pedagógica de más de 40 años, su compromiso con la formación de nuevos jesuitas y por su promoción de la cultura y de la filosofía.
Jorge Manzano falleció el 21 de septiembre de 2013 después de varios días de haber sido hospitalizado. Su muerte fue dada a conocer por el ITESO a través de su portal oficial y sus redes sociales.

## Obras principales
- Primera mirada y crítica de la idea de la nada en Bergson (1970)
- Historia de la filosofía antigua (1987)
- Historia de la filosofía medieval (1988)
- Historia de la filosofía moderna (1988)
- Historia de la filosofía Siglo XIX (1988)
- Nietzsche: apuntes (2001)
- Nietzsche, detective de bajos fondos (2002)
- Miniléxico. Términos escolásticos de referencia (2006)
- Al rasgarse el arco iris. Relatos de viajes, tras las huellas de filósofos (2008)
- "El ámbito de lo preternatural" (2011)
- Reencarnación y karma (2012)